# غيردينة
الغيردينة (الاسم العلمي: Gaillardiinae) هي عمارة من النباتات تتبع فصيلة النجمية من رتبة النجميات.

## أجناس
- غيردية (الاسم العلمي: Gaillardia)
- عطاسية (الاسم العلمي: هيلانية)
- (الاسم العلمي: Baileya)
- (الاسم العلمي: Hymenoxys)